# هان سونگ وو
هان سونگ وو (کره‌ای: 한승우؛ زادهٔ ۲۴ دسامبر ۱۹۹۴) که با نام سونگ‌وو شناخته می‌شود، خواننده-ترانه‌پرداز، رپر، رقصنده و بازیگر اهل کره جنوبی است. او در سال ۲۰۱۶ به عنوان عضو گروه ویکتون فعالیتش را آغاز کرد. در سال ۲۰۱۹، او به جایگاه نفر سوم در برنامه پرودوس اکس ۱۰۱ رسید و عضو گروه پسرانه اکس‌وان شد. سونگ‌وو فعالیت انفرادی خود را با انتشار آلبوم چندآهنگه شهرت در اوت ۲۰۲۰ آغاز کرد.